# Armadura

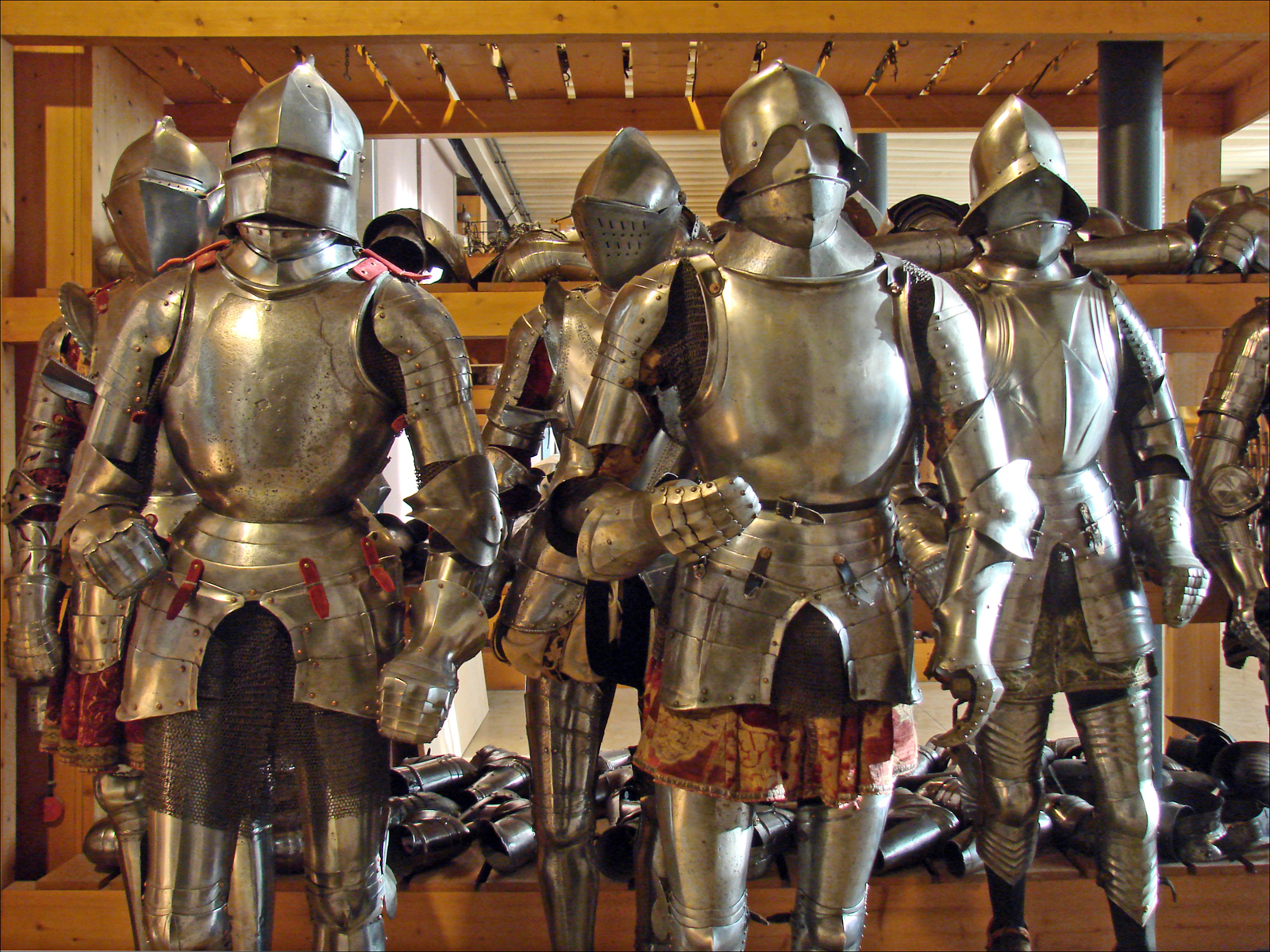
Armaduras medievais no de Paris

Armadura é uma vestimenta utilizada para proteção pessoal, originalmente de metal, usada por soldados, guerreiros e cavaleiros como uma forma de proteção às armas brancas durante uma batalha.

## Armaduras ao longo da história
As armaduras leves geralmente não têm partes metálicas, e normalmente são compostas de várias camadas de couro e/ou acolchoamentos. Estas armaduras frequentemente eram infestadas de pulgas por acumular muito suor.

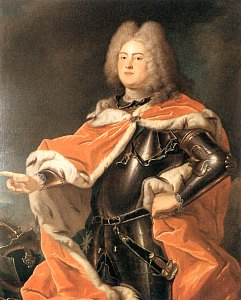
Rei Augusto III da Polônia usando uma armadura.

- As armaduras leves têm sua principal vantagem no que diz respeito ao preço, enquanto uma armadura de metal era cara, a maioria dos soldados poderiam se equipar com armaduras desse tipo, ao contrário do senso comum, elas não eram necessariamente leves, uma vez que couro e acolchoamentos não protegiam tão bem quanto aço, então, para protegerem bem, eram postas várias camadas, que as deixavam pesadas. São exemplos de armaduras leves: corsolete de couro, corselete de couro batido e gibão de peles.

Também se incluem nesta categoria as armaduras japonesas, feitas de tiras de couro, bambu e laca.
- As armaduras pesadas eram cotas de malha, peitorais de aço, brúnias; por baixo dessas armaduras se usava uma camisa comum de algum tecido macio como algodão para reduzir a fricção da malha, mas principalmente para reduzir a força de impacto dos golpes.

- Apesar de se acreditar que armaduras imobilizavam o usuário, na verdade, armaduras medievais permitiam movimento fácil, o que as limitava era o peso, que diminuía a velocidade, o custo, que fazia armaduras de qualidade disponíveis apenas a nobres, e o desconforto causado por usar uma constantemente, pelo barulho, dificuldades em dormir, entre outros.

- Ao contrário do mito, armaduras não pararam de ser usadas com a invenção da pólvora, uma vez que armaduras de placas a longa distância paravam um tiro, e a curta distância poderiam diminuir o ferimento, cavalaria e infantaria pesada era usada em conjunto com armas de fogo, e o motivo que elas pararam de ser usadas, foi o custo de se equipar um exército com elas. Por volta de 1600 a 1610, ainda era utilizada pelos couraceiros, que gradualmente diminuíram a quantidade de peças da armadura até se chegar apenas a couraça da armadura, já por volta de 1750, sendo que esses militares da cavalaria somente deixaram a de usar durante a 1ª Guerra Mundial.

| Armaduras | Armaduras                     | Armaduras                               | Armaduras | Armaduras          | Armaduras                  | Armaduras                            |
| --------- | ----------------------------- | --------------------------------------- | --- | ------------------ | -------------------------- | ------------------------------------ |
|           |                               |                                         | |                    |                            |                                      |
| Hoplita   | Cota de malha (lorica hamata) | Armadura segmentada (Lorica segmentata) | Cavaleiro com armadura do tipo catafracta (Armadura de escamas). Seu cavalo também é protegido por uma armadura. | Armadura de Placas | O-yoroi (armadura samurai) | Armadura Cuirassier (pt: couraceiro) |

## Armaduras modernas
Atualmente as forças policiais e militares utilizam armaduras muito mais leves e sofisticadas. Geralmente compostas por diferentes camadas de tecido e sobreposta por uma chapa plástica de alta resistência. Os coletes à prova de bala podem ser considerados armaduras, estes tem em sua maioria fibras de aramida ou Kevlar© e também há algumas versões compostas de placas cerâmicas e plásticas articuladas. Existem também vestimentas  feitas especialmente para resistir às armas brancas, tramados de arame de aço e fibras muito densas.
| Proteções corporais modernas          | Proteções corporais modernas                                       | Proteções corporais modernas | Proteções corporais modernas                                                                               | Proteções corporais modernas                                                                                                 | Proteções corporais modernas                                                               |
| ------------------------------------- | ------------------------------------------------------------------ | ---------------------------- | --- | --- | ------------------------------------------------------------------------------------------ |
|                                       |                                                                    |                              | | |                                                                                            |
| Couraça francesa da I Guerra Mundial. | Proteção alemã da I Guerra Mundial usada na guerra de trincheiras. | Colete a prova de balas      | Armadura (esquerda) usada para proteção durante instrução de defesa pessoal da marinha dos Estados Unidos. | Militares dos Estados Unidos usando capacetes leves e coletes táticos modulares equipados com proteção de pescoço e virilha. | Integrante da tropa de choque da Polícia Nacional do Panamá em traje de proteção completo. |